# Capelle-Fermont
Capelle-Fermont är en kommun i departementet Pas-de-Calais i regionen Hauts-de-France i norra Frankrike. Kommunen ligger i kantonen Aubigny-en-Artois som tillhör arrondissementet Arras. År 2022 hade Capelle-Fermont 221 invånare.

## Befolkningsutveckling
Antalet invånare i kommunen Capelle-Fermont
| Referens: INSEE |